# Polyrhachis andrei
Polyrhachis andrei är en myrart som beskrevs av Carlo Emery 1921. Polyrhachis andrei ingår i släktet Polyrhachis och familjen myror. Inga underarter finns listade i Catalogue of Life.